# Nederlands Hervormde Kerk (Wilp)
De Nederlands Hervormde kerk, ook wel de Dorpskerk, is een kerkgebouw in Wilp in de Nederlandse provincie Gelderland.
De kerk staat op een van de hoogste punten van het dorp en speelde een belangrijke rol in de groei en ontwikkeling hiervan. 

## Geschiedenis
De huidige kerk had een houten kapel als voorganger die er omstreeks 765 gesticht werd in het kader van de kerstening van de bewoners door de Angelsaksische missionaris Liafwin, beter bekend als Lebuïnus. In de 11de eeuw werd deze vervangen door een tufstenen kerk bestaande uit een eenbeukig, romaans schip. Een toren, hoogstwaarschijnlijk stammend uit de vroege 12de eeuw, werd hier later aan toegevoegd.
In de 16de eeuw kreeg de kerk een grote uitbreiding in de vorm een koor van baksteen in de laatgotische stijl. Ook de kerktoren werd onder handen genomen. Deze werd met baksteen opgehoogd en werd voorzien van een gotische torenspits. 
Als gevolg van de reformatie kwam de kerk uiteindelijk in handen van de Nederlands Hervormde kerk.
Tijdens de Tweede Wereldoorlog kreeg de kerk veel schade te verduren. Op 12 april 1945 staken Canadese troepen naar aanleiding van operatie Cannonshot met amfibievoertuigen vanaf Gorssel de IJssel over. Er vonden zware gevechten plaats in en rondom Wilp. Naast externe schade was het orgel van de kerk ook verwoest. Ter herinnering van de 19 Canadezen die in de gemeente Voorst om het leven kwamen, zit er een plaquette op de buitenkant van het koor van de kerk. 
Om de oorlogsschade aan de kerk te herstellen vonden er tussen 1949 en 1953 herstelwerkzaamheden plaats. Hierdoor vonden er enkele aanpassingen aan kerk plaats. Zo verdwenen twee steunberen aan de westgevel van de toren en werd de wijzerplaat van het uurwerk hoger op de toren geplaatst. 
De Stichting Behoud Dorpskerk Wilp is de huidige eigenaar van het kerkgebouw. De protestante gemeente (Streekgemeente Voorst-Klarenbeek-Wilp) gebruikt het nog steeds voor haar erediensten. Daarnaast wordt de kerk gebruikt voor zowel zakelijke als culturele bijeenkomsten en trouwerijen.

## Interieur
Het interieur van de kerk bevat verschillende elementen van historische waarde. Op de vloer van de het koor kerk zijn grafzerken uit de 16de eeuw te vinden. Ook bevat de kerk twee eikenhouten herenbanken uit de 17de eeuw. Daarnaast bezit de kerk een orgel gemaakt door C.F.A. Naber uit Deventer in 1853, dat oorspronkelijk afkomstig was Lutherse kerk te Deventer. Het orgel is in 2009 gerestaureerd en na een verbouwing in de kerk geplaatst.
De toren bevat twee klokken, waarvan een van F. en P. Hemony uit 1649 en een van J. Maritz uit 1781. Het had niet veel gescheeld of deze klokken zouden tijdens de Tweede Wereldoorlog verloren zijn gegaan. Op 15 februari 1943 werden de klokken gevorderd door de Duitsers ten behoeve van de Duitse oorlogindustrie. Kort na de oorlog bleken de klokken echter niet omgesmolten te zijn. Op 3 juli 1945 zouden ze weer op hun oude plek in de toren worden opgehangen.

## Galerij

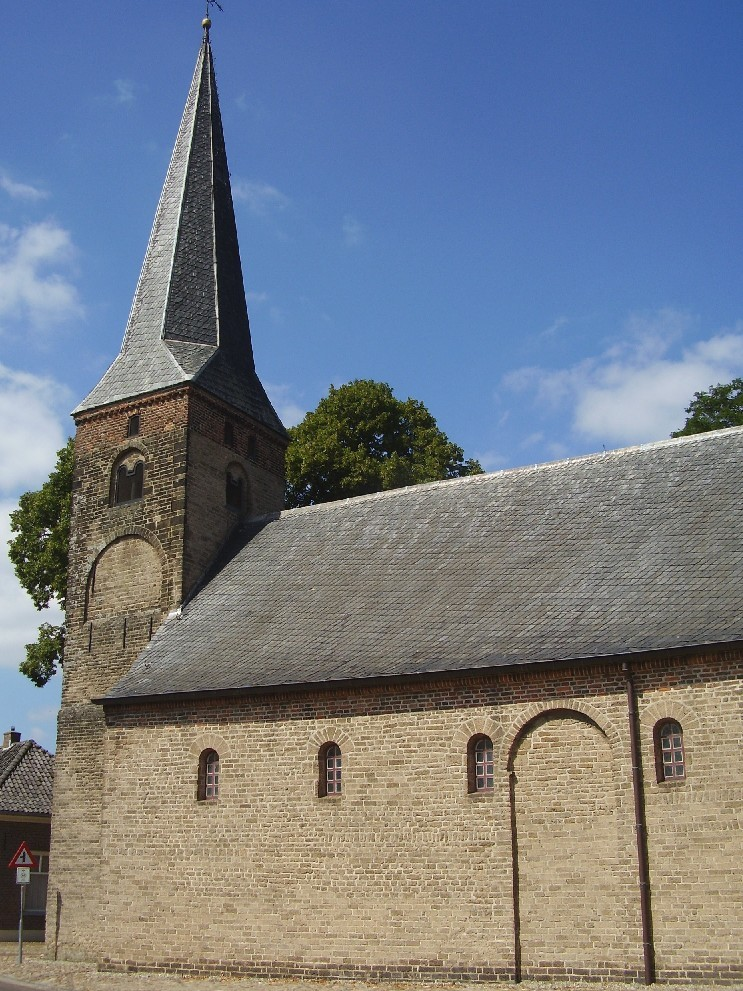
Zijaanzicht van het voornamelijk romaanse gedeelte van de kerk.
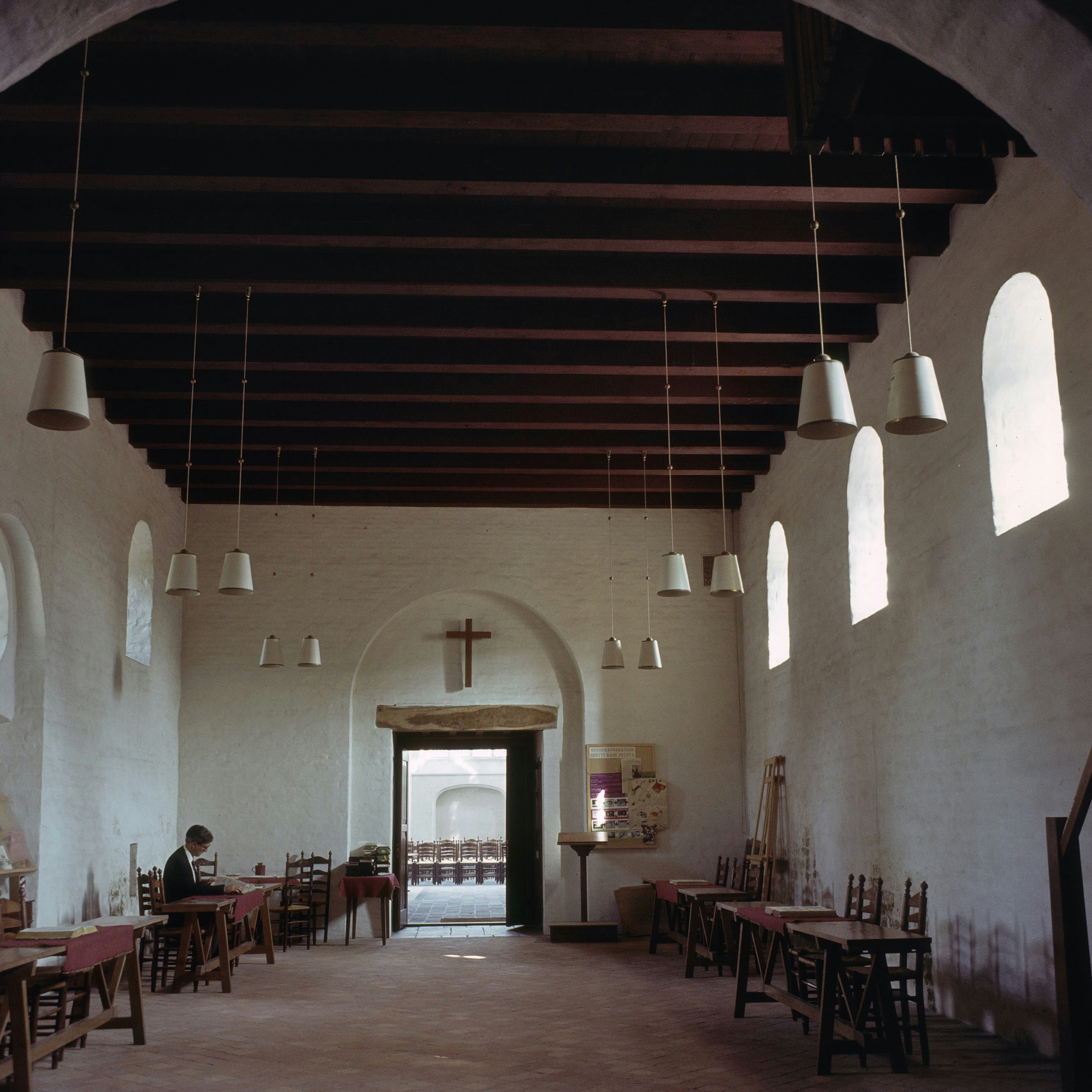
Interieur van het romaanse schip
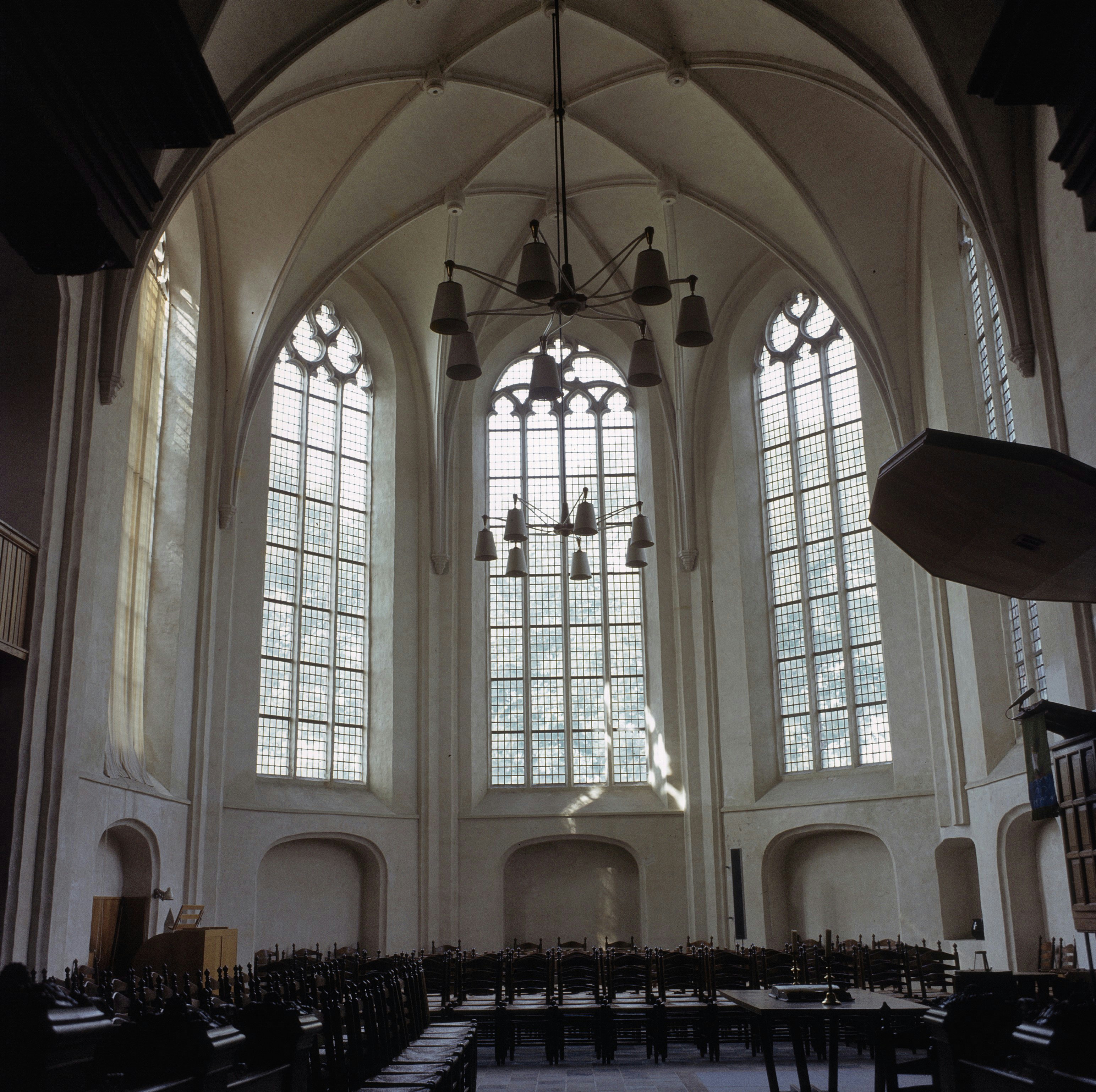
Interieur van het gotische koor
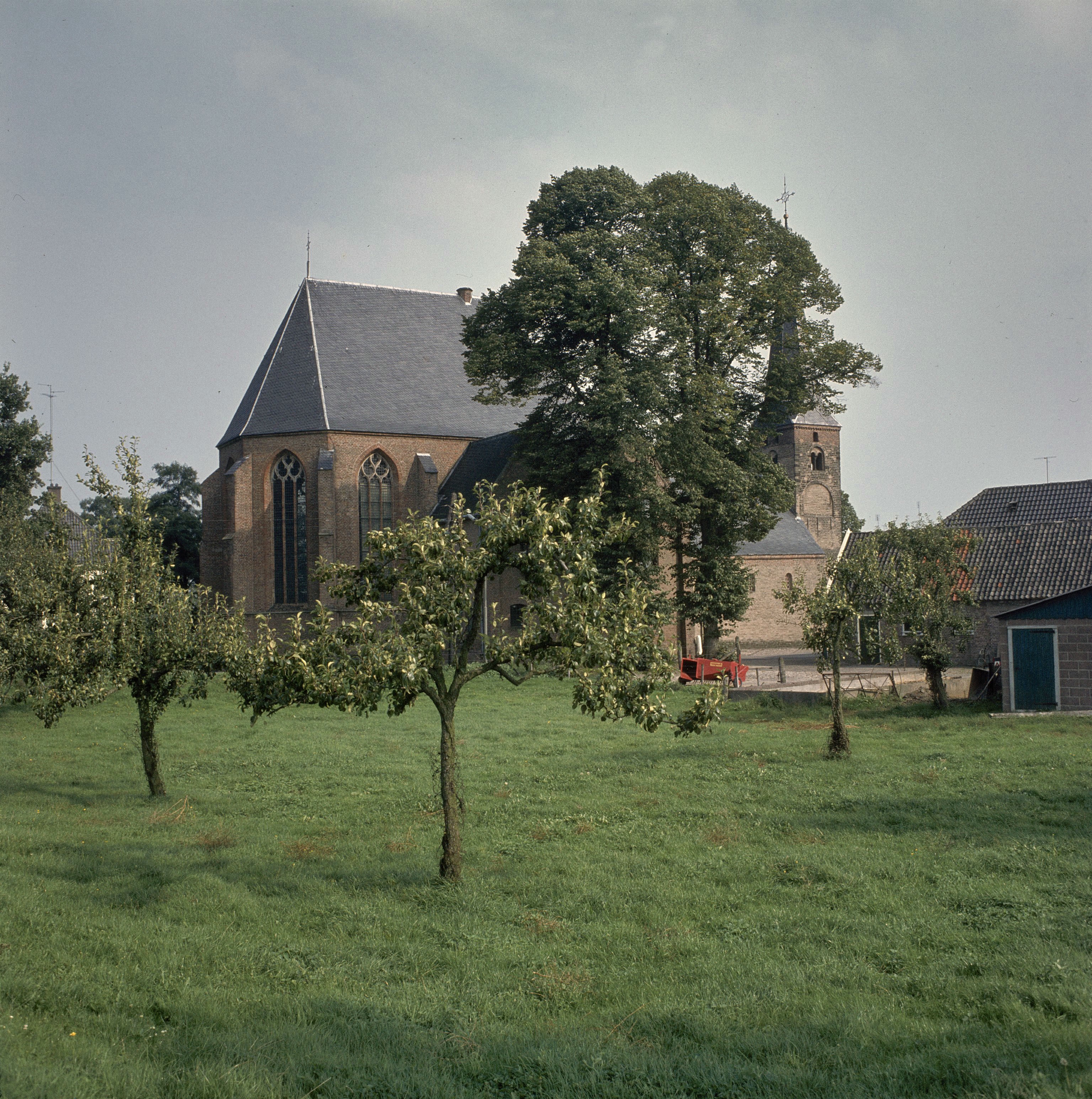
Zicht op de kerk vanaf het zuiden
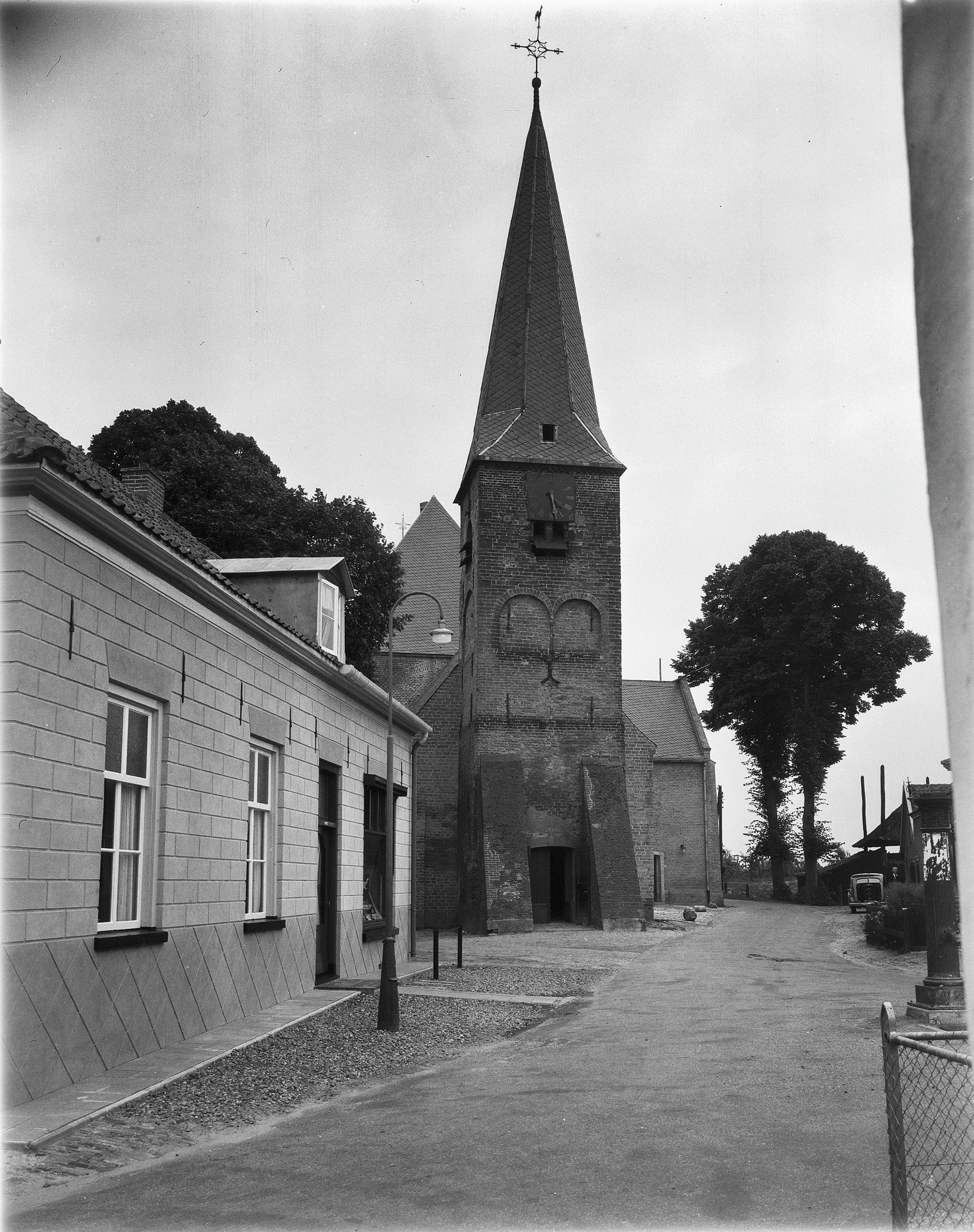
De oorspronkelijke toestand van de kerktoren voor 1953
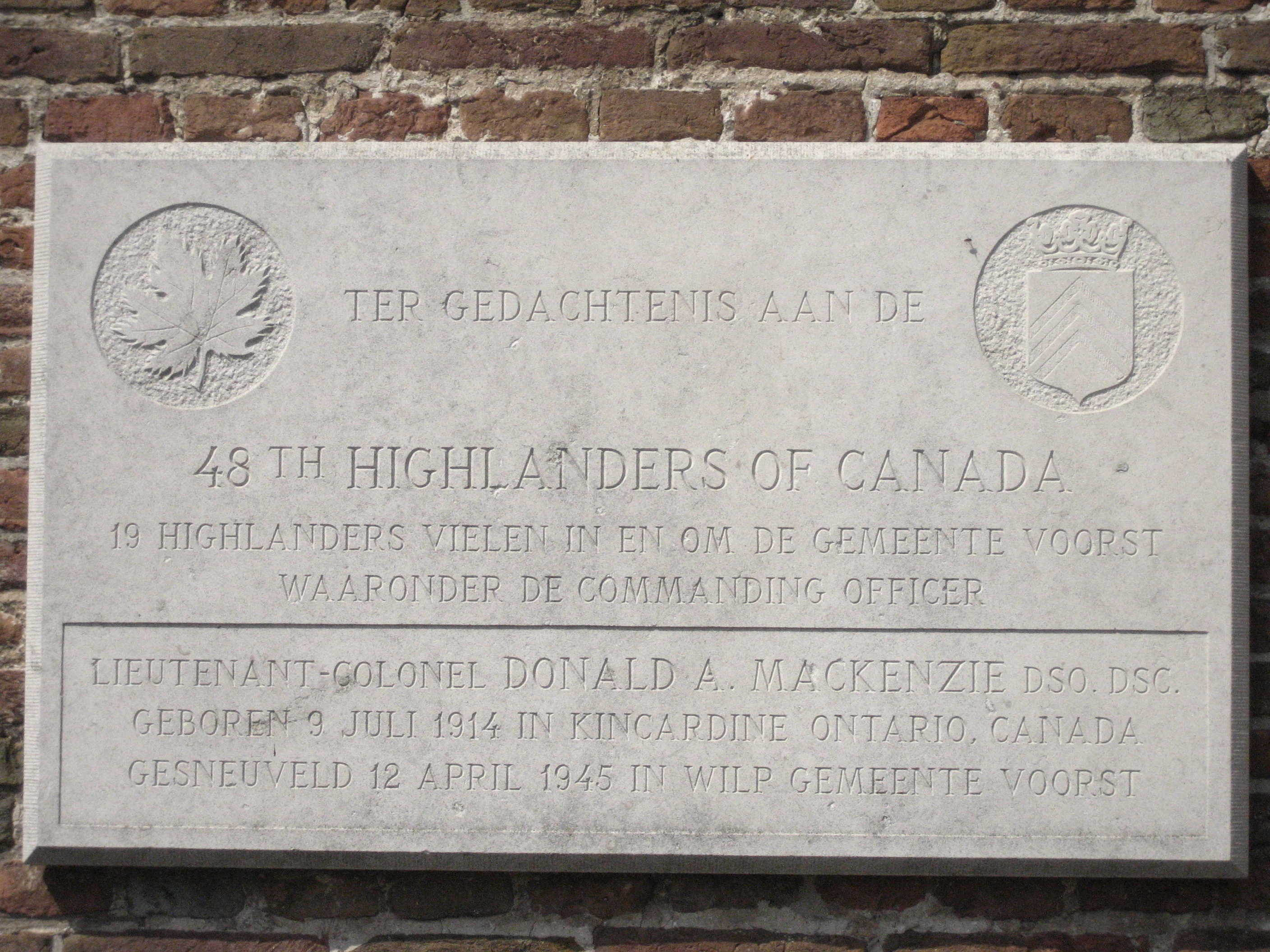
Herdenkingsplaquette voor de gesneuvelde Canadese militairen